# Stari Grad, Belgrad
Stari Grad este un municipiu în Belgrad, Serbia.